# Branko Babić
Branko Babić (født 11. september 1950) er en tidligere serbisk fodboldspiller og træner.